# Tubiluchus arcticus
Tubiluchus arcticus är en djurart som tillhör fylumet snabelsäckmaskar, och som beskrevs av Adrianov, et al. 1989. Tubiluchus arcticus ingår i släktet Tubiluchus och familjen Tubuluchidae. Inga underarter finns listade i Catalogue of Life.